# Eufònia d'espatlles grogues
L'eufònia d'espatlles grogues (Euphonia cayennensis) és un ocell de la família dels fringíl·lids (Fringillidae).

## Hàbitat i distribució
Habita la selva pluvial, clars, sabana i vegetació secundària de les terres baixes al sud-est de Veneçuela, Guaiana i est del Brasil amazònic.